# Адамово (Ольштинський повіт)
Адамово (пол. Adamowo, нім. Adamshof) — село в Польщі, у гміні Біскупець Ольштинського повіту Вармінсько-Мазурського воєводства.
Населення — 246 осіб (2011).
У 1975-1998 роках село належало до Ольштинського воєводства.

## Демографія
Демографічна структура станом на 31 березня 2011 року:
|          | Загалом | Допрацездатний вік | Працездатний вік | Постпрацездатний вік |
| -------- | ------- | ------------------ | ---------------- | -------------------- |
| Чоловіки | 130     | 24                 | 97               | 9                    |
| Жінки    | 116     | 17                 | 77               | 22                   |
| Разом    | 246     | 41                 | 174              | 31                   |